# Zinaida Sendriūtė
Zinaida Sendriūtė (20 dicembre 1984) è una discobola lituana.

## Palmarès
| Anno | Manifestazione   | Sede           | Evento           | Risultato | Misura  | Note                                     |
| ---- | ---------------- | -------------- | ---------------- | --------- | ------- | ---------------------------------------- |
| 2003 | Europei juniores | Tampere        | Lancio del disco | 7ª        | 47,12 m |                                          |
| 2005 | Europei under 23 | Erfurt         | Lancio del disco | 6ª        | 52,78 m |                                          |
| 2008 | Olimpiadi        | Pechino        | Lancio del disco | 33ª       | 54,81 m |                                          |
| 2009 | Universiadi      | Belgrado       | Lancio del disco | 7ª        | 55,65 m |                                          |
| 2009 | Mondiali         | Berlino        | Lancio del disco | 31ª (q)   | 54,55 m |                                          |
| 2010 | Europei          | Barcellona     | Lancio del disco | 5ª        | 60,70 m | Miglior prestazione personale            |
| 2011 | Universiadi      | Shenzhen       | Lancio del disco | Argento   | 62,49 m | Miglior prestazione personale            |
| 2011 | Mondiali         | Taegu          | Lancio del disco | 11ª       | 57,30 m |                                          |
| 2012 | Europei          | Helsinki       | Lancio del disco | 17ª       | 53,97 m |                                          |
| 2012 | Olimpiadi        | Londra         | Lancio del disco | 8ª        | 61,68 m |                                          |
| 2013 | Mondiali         | Mosca          | Lancio del disco | 9ª        | 62,54 m |                                          |
| 2014 | Europei          | Zurigo         | Lancio del disco | 6ª        | 60,65 m |                                          |
| 2015 | Mondiali         | Pechino        | Lancio del disco | 13ª (q)   | 60,33 m |                                          |
| 2016 | Europei          | Amsterdam      | Lancio del disco | 13ª       | 56,17 m |                                          |
| 2016 | Olimpiadi        | Rio de Janeiro | Lancio del disco | 10ª       | 61,89 m | Miglior prestazione personale stagionale |
| 2017 | Mondiali         | Londra         | Lancio del disco | Finale    | nm      |                                          |

## Altre competizioni internazionali
2013
- Bronzo al Golden Gala ( Roma), lancio del disco - 62,85 m
- Argento agli Europei a squadre (Second League) ( Kaunas), lancio del disco - 63,03 m
- Bronzo all'Athletissima ( Losanna), lancio del disco - 63,82 m
- 4ª al Meeting Herculis ( Monaco), lancio del disco - 61,67 m
- 4ª al Zagreb Meeting ( Zagabria), lancio del disco - 62,15 m
- 5ª al Memorial Van Damme ( Bruxelles), lancio del disco - 62,05 m
- 5ª al Rieti Meeting ( Rieti), lancio del disco - 60,15 m

2014
- 7ª all'ExxonMobil Bislett Games ( Oslo), lancio del disco - 61,91 m
- Oro agli Europei a squadre (First League) ( Tallinn), lancio del disco - 65,83 m
- 4ª al Sainsbury's Glasgow Grand Prix ( Glasgow), lancio del disco - 61,87 m
- 10ª al Weltklasse Zürich ( Zurigo), lancio del disco - 57,92 m

2015
- 7ª in Coppa Europa invernale di lanci ( Leiria), lancio del disco - 59,65 m
- Oro agli Europei a squadre (First League) ( Candia), lancio del disco - 60,51 m